# Cursus publicus
Cursus publicus (z łac. droga państw) – poczta państwowa w starożytnym Rzymie, powstała w wyniku rozwoju terytorialnego imperium, które wymagało sprawnej komunikacji i administracji.
Poczta służyła do transportowania listów, paczek, a w późniejszym czasie także ludzi. Dzięki istnieniu dróg zwykłych (w III w. n.e. około 250-300 tys. km) i utwardzonych (około 80 tys. km), poczta była bardzo szybka, jak na tamte czasy. Z początku powstały jedynie kursy konne. Wykorzystywane były również statki pływające po Morzu Śródziemnym. Z czasem pojawiły się, głównie za sprawą Oktawiana Augusta, kursy wozowe i wózkowe. Poczta istniała w zachodnim państwie rzymskim do V w., we wschodnim do początku VI w.